# Bandura

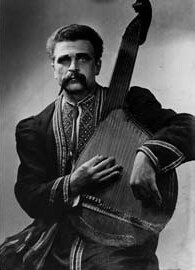
O bandurinista Hryhory Bazhul, em 1948

A Bandura (ucraniano: банду́ра) é um instrumento musical típico ucraniano, muito utilizado na música folk do país.

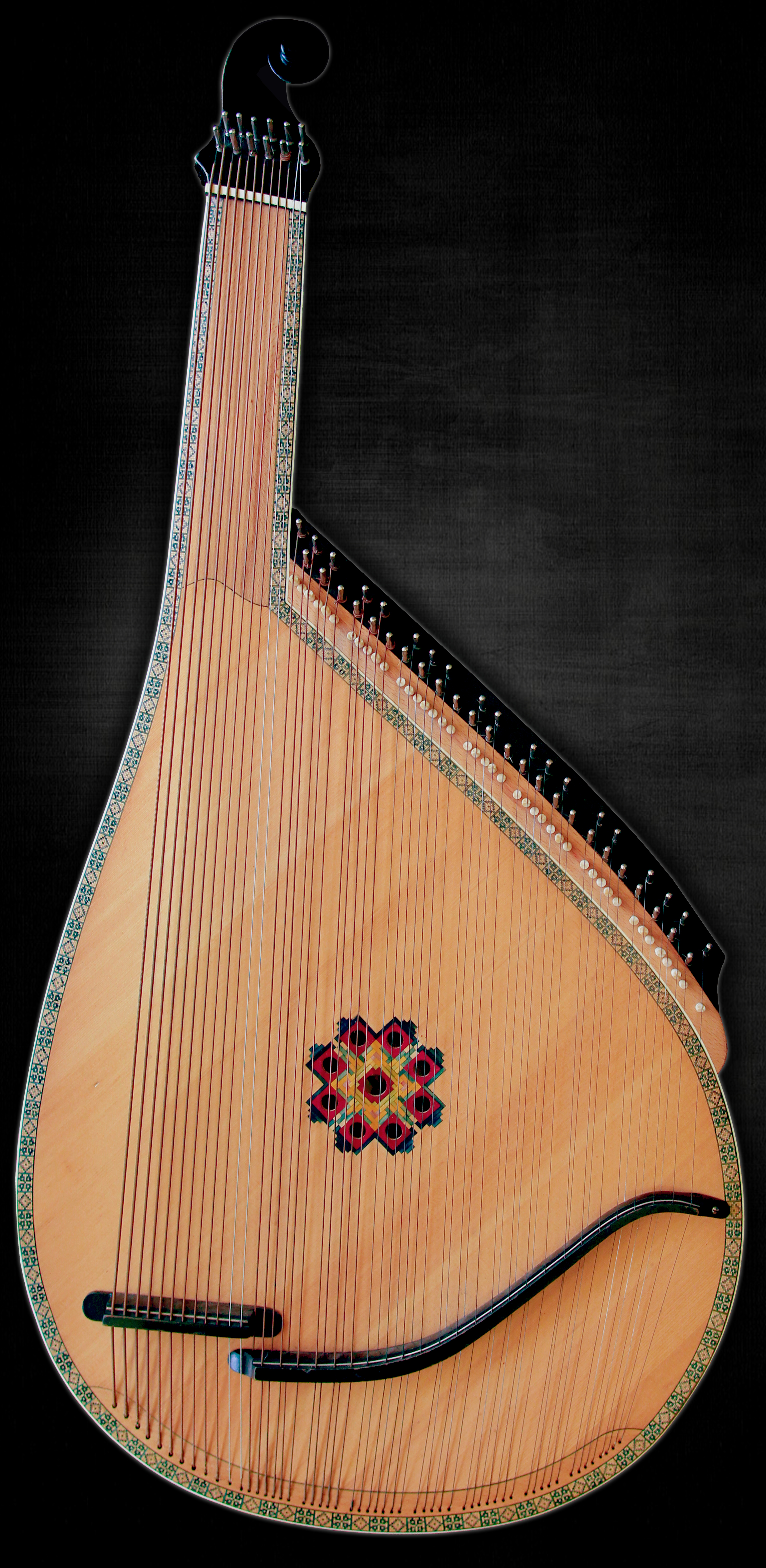
Bandura contemporânea, do tipo Chernihiv

O instrumento combina características da cítara e do alaúde, assim como a kobza. Enquanto no século XVII ele normalmente apresentava de cinco a doze cordas, esse numero gradualmente cresceu e no século XX o instrumento comumente apresenta 31 cordas. Instrumentos cromáticos "para concerto" podem ainda apresentar 68 cordas.
Aqueles que tocam o instrumento são chamados bandurinistas, e tocadores tradicionais, frequentemente cegos, são chamados kobzars.

## Leitura recomendada
- Diakowsky, M. A Note on the History of the Bandura. The Annals of the Ukrainian Academy of Arts and Sciences in the U.S. 4, 3–4 no. 1419, N.Y. 1958, С.21–22
- Diakowsky, M. J. The Bandura. The Ukrainian Trend, 1958, no. I, С.18–36
- Diakowsky, M. Anyone can make a bandura – I did. The Ukrainian Trend, Volume 6
- Haydamaka, L. Kobza-bandura – National Ukrainian Musical Instrument. "Guitar Review" no. 33, Summer 1970 (С.13–18)
- Hornjatkevyč, A. The book of Kodnia and the three Bandurists. Bandura, #11–12, 1985
- Hornjatkevyč A. J., Nichols T. R. The Bandura. Canada crafts, April–May 1979 p. 28–29
- Mishalow, V. A Brief Description of the Zinkiv Method of Bandura Playing. Bandura, 1982, no. 2/6, С.23–26
- Mishalow, V. The Kharkiv style #1. Bandura 1982, no. 6, С.15–22 #2; Bandura 1985, no. 13-14, С.20–23 #3; Bandura 1988, no. 23-24, С.31–34 #4; Bandura 1987, no. 19-20, С.31–34 #5; Bandura 1987, no. 21-22, С.34–35
- Mishalow, V. A Short History of the Bandura. East European Meetings in Ethnomusicology 1999, Romanian Society for Ethnomusicology, Volume 6, С.69–86
- Mizynec, V. Folk Instruments of Ukraine. Bayda Books, Melbourne, Australia, 1987, 48с.
- Cherkasky, L. Ukrainski narodni muzychni instrumenty. Tekhnika, Kiev, Ukraine, 2003, 262 pages. ISBN 966-575-111-5

## Galeria

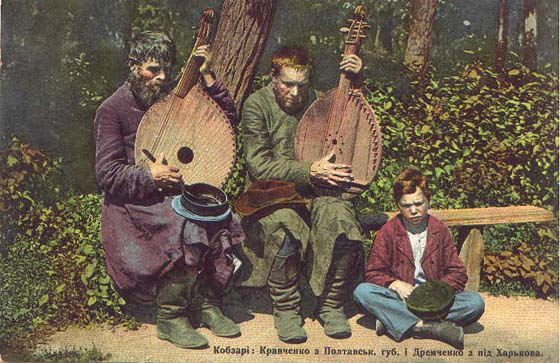
Os kobzars P. Drevchenko e M. Kravchenko em Kharkiv (1902)
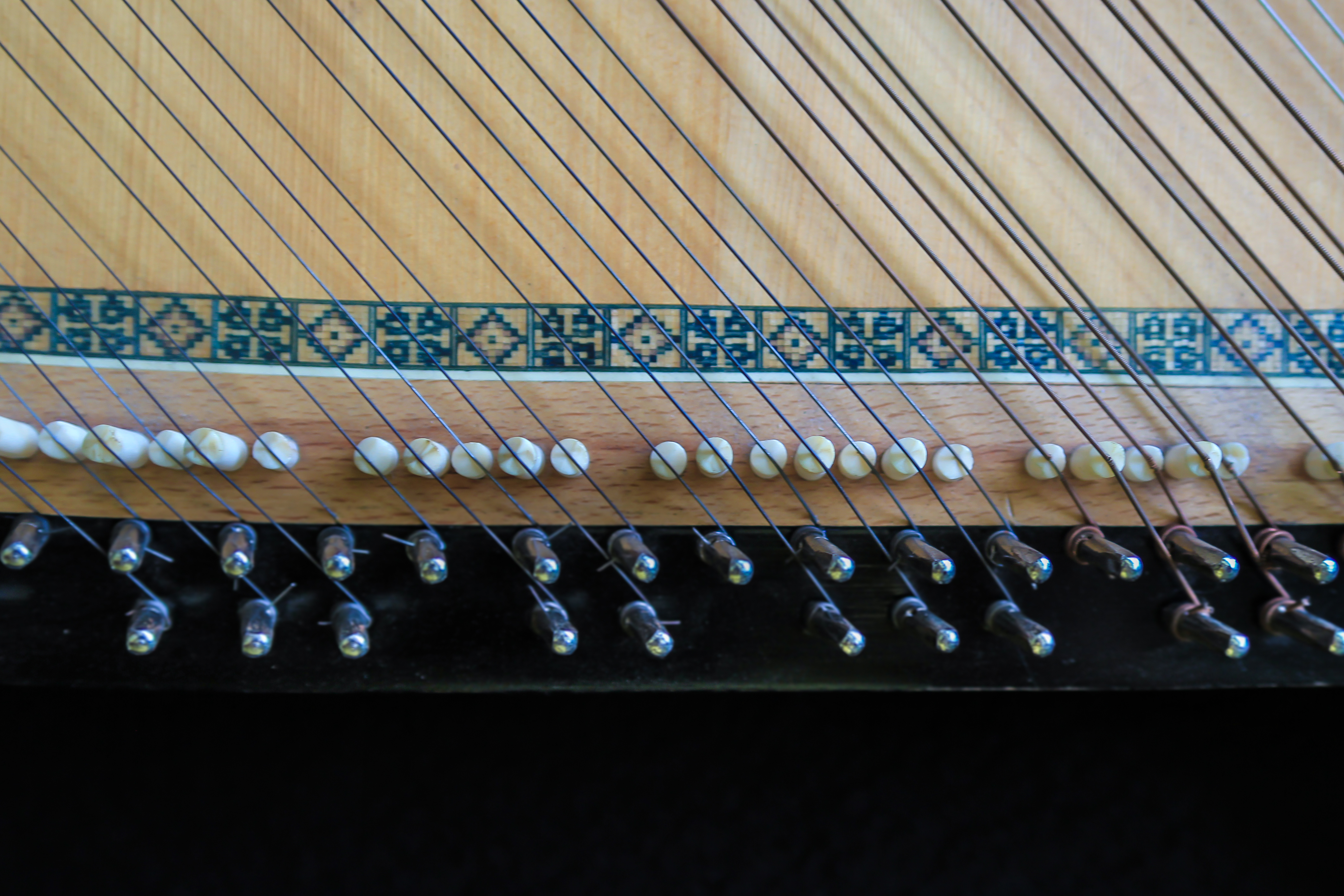
Detalhe de uma Bandura
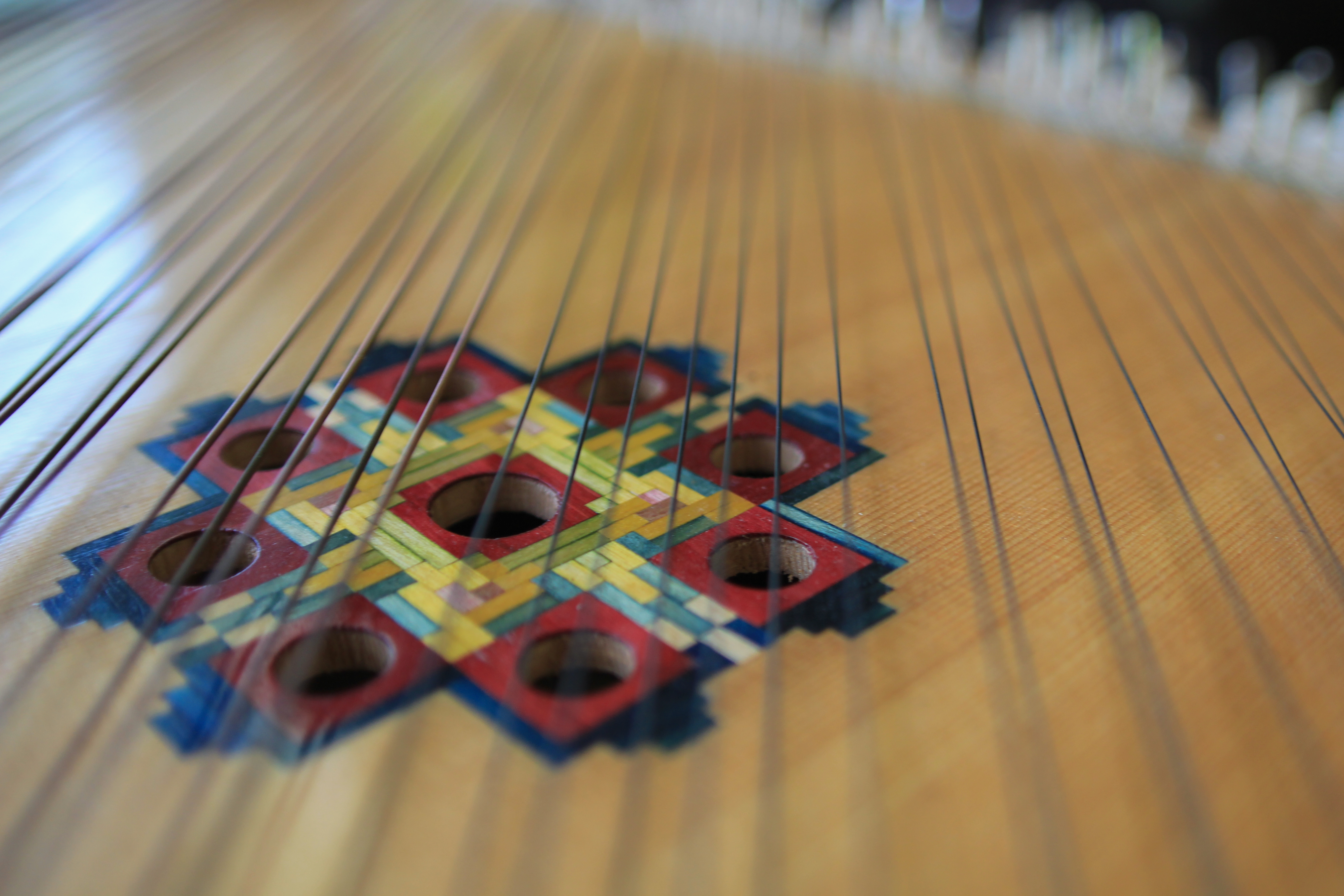
Detalhe de uma Bandura
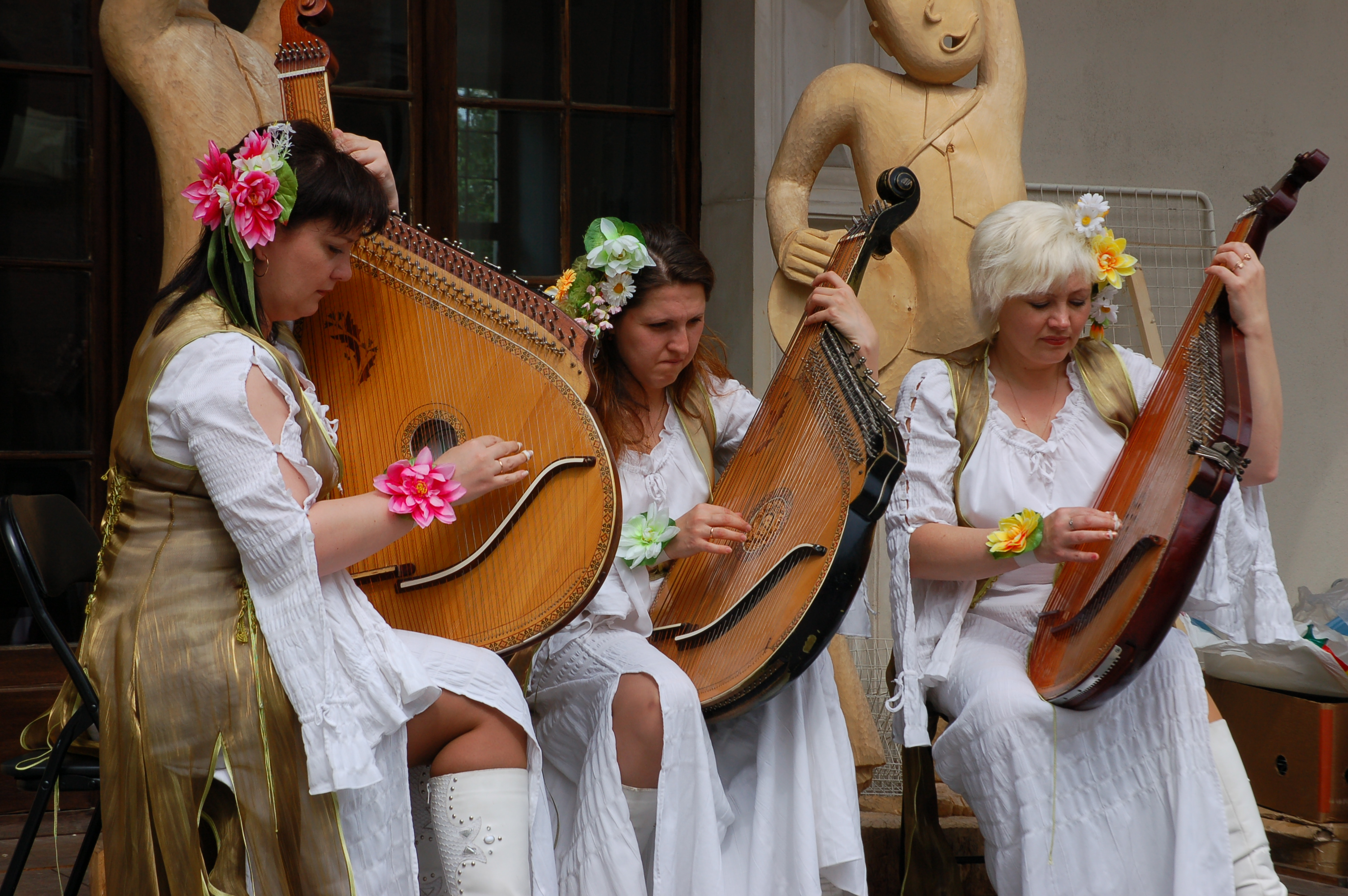
Grupo de bandurinistas em Szczecin